# Asistent papinskog prijestolja
Asistent Papinskog prijestolja bio je crkveni naslov u Katoličkoj Crkvi.
Pomoćnici su s papom imali isti odnos kakav imaju katedralni kanonici sa svojim biskupom. Na svečanim službama ti su prelati, noseći pluvijale i mitre, okruživali papinsko prijestolje. Ostali biskupi zapravo nisu imali privilegiju biti u njegovoj neposrednoj blizini. Katolički patrijarsi bili su asistenti po službenoj dužnosti.
Naslov se više ne koristi od 28. ožujka 1968., kada je papa Pavao VI. objavio motuproprio Pontificalis Domus kojim je reformiran papinski dvor, preimenovan u papinski dom i ukinute sve prethodne titule plemstva.
Neki Hrvati su bili asistenti papinskog prijestolja, kao npr. Ljudevit Ćurčija i Petar Čule.